# Мэй, Ролло
Ролло Рис Мэй (21 апреля, 1909 — 22 октября, 1994) — американский психолог и психотерапевт, теоретик экзистенциальной психологии. В своих произведениях подвергает тщательному рассмотрению основные проблемы человеческой экзистенции: добро и зло, свобода, ответственность и судьба, творчество, вина и тревога, любовь и насилие. Наиболее известная работа Мэя «Любовь и воля» (англ. Love and Will) стала американским национальным бестселлером и получила в 1970 году премию Ральфа Уолдо Эмерсона за эрудицию в области наук о человеке.

## Биография
Рис Мэй (имя данное при рождении) родился 21 апреля 1909 года в небольшом городе Эйда, штат Огайо. У него была старшая сестра и пять младших братьев. То есть всего его родители, Эрл Тайтл Мэй и Мэти Баутон Мэй, имели семерых детей. Вскоре после рождения Риса его семья переехала в Марин-Сити, штат Мичиган, где он и провёл свои детские годы.
Родители Мэя были малообразованными. Они мало занимались детьми, плохо ладили друг с другом, что впоследствии привело к их разводу в 1933 году. Старшая сестра Ролло страдала шизофренией. Под влиянием этих тяжёлых жизненных обстоятельств Рис Мэй сменил имя.
Окончив школу, Ролло Мэй поступил в Мичиганский государственный колледж сельского хозяйства и прикладных наук. Во время учёбы Ролло стал сооснователем журнала, критиковавшего действия властей, что привело его к исключению из колледжа. После исключения, Ролло взяли в Оберлинский колледж, где он и получил в 1930 году степень бакалавра с основной специализацией по английскому языку и дополнительными специализациями по греческой литературе и истории.
По окончании колледжа Мэй переехал в город Салоники (Греция), где занялся преподавательской деятельностью. Тогда же он посещал лекции Альфреда Адлера.
В 1933 году, в связи с разводом родителей, Ролло Мэй вернулся в США, где поступил в Нью-Йоркскую объединённую теологическую семинарию. Во время учёбы Мэй познакомился с известным теологом и философом Паулем Тиллихом, бежавшим из нацистской Германии и продолжившим академическую карьеру в Америке. Они стали друзьями и оставались ими более тридцати лет.
В 1938 году, по окончании семинарии Ролло Мэй защитил, под руководством Тиллиха, научную степень по богословию и был рукоположён в священники церковной конгрегации Нью-Джерси, где прослужил пастором в течение двух лет. В этом же году он женился на Флоренции Де Фриз (англ. Florence De Frees), своей первой жене, родившей ему сына и двух дочерей-близняшек.
Оставив работу пастора, Ролло Мэй прошёл курс обучения в Институте психиатрии, психоанализа и психологии Уильяма Алансона Уайта, одновременно работая в Нью-Йоркском Сити-колледже в качестве психолога-консультанта. В Сити-колледже Мэй познакомился, в частности, с одним из его основателей — Гарри Салливаном.
В 1942 году Мэй заболел туберкулёзом и полтора года провёл в больнице, откуда вышел с убеждением, что основной причиной его выздоровления стала проделанная им внутренняя работа, а не усилия врачей.
В 1946 году открыл частную практику.
В 1948 году стал психотерапевтом и вошёл в состав преподавателей Институте психиатрии, психоанализа и психологии Уильяма Алансона Уайта, где продолжил работать до 1974 года.
В 1949 году получил степень доктора философии по клинической психологии в Педагогическом колледже при Колумбийском университете. Это была первая Ph.D. степень в этой области, выданная Колумбийским Университетом.
В 1969 году развёлся со своей первой женой.
В 1971 году женился на Ингрид Скулл (англ. Ingrid Scholl).
В 1978 году вновь развёлся.
В 1989 году женился на Джорджии Ли Милл Джонсон (англ. Georgia Lee Mill Johnson).
В 1994 году умер от хронической сердечной недостаточности в городе Тибьюроне, штат Калифорния, где он жил с середины семидесятых. Ему было 85 лет.

## Работы
Вскоре после возвращения из санатория, где он лечился от туберкулёза, Мэй оформил записи своих размышлений о тревоге в виде докторской диссертации и опубликовал её под заглавием «Значение тревоги» (1950 год). За этой первой крупной публикацией последовало множество книг, которые принесли ему общенациональную, а потом и мировую известность. Наиболее известная его книга — «Любовь и воля» — вышла в 1969 году, стала бестселлером и в следующем году была удостоена премии Ральфа Эмерсона. А в 1972 году Нью-Йоркское общество клинических психологов присудило Мэю Премию доктора Мартина Лютера Кинга-младшего за книгу «Власть и невинность».
Помимо этого, Мэй вел активную педагогическую и клиническую работу. Он читал лекции в Гарварде и Принстоне, в разное время преподавал в Йельском и Колумбийском университетах, в Дартмутском колледже, Оберлинском колледже и Колледже Вассара, а также в Новой школе социальных исследований в Нью-Йорке. Он был внештатным профессором Нью-Йоркского университета, председателем Совета ассоциации экзистенциальной психологии и членом Попечительского совета Американского фонда душевного здоровья.
Влияния
Мэй находился под влиянием североамериканского гуманизма и интересовался примирением экзистенциальной психологии с другими философиями, особенно с философией Фрейда.
Мэй считал Отто Ранка (1884—1939) наиболее важным предшественником экзистенциальной терапии. Незадолго до смерти Мэй написал предисловие к отредактированному сборнику американских лекций Роберта Крамера. «Я долгое время считал Отто Ранка великим непризнанным гением в кругу Фрейда», — писал Мэй.
Мэй часто объединяют с гуманистами, например с Абрахамом Маслоу, который обеспечил хорошую основу для исследований и теорий Мэй как экзистенциалиста. Мэй углубляется в понимание серьёзных аспектов жизни человека больше, чем Маслоу.
У Эриха Фромма было много идей, с которыми Мэй согласился, относительно его экзистенциальных идеалов. Фромм изучал способы, которыми люди избегают беспокойства, подчиняясь общественным нормам, а не делая то, что им нравится. Фромм также сосредоточился на самовыражении и свободе воли, на которых Мэй основывал многие свои исследования.
Этапы развития
Подобно Фрейду, Мэй определил определённые «стадии» развития. Эти стадии не так строги, как психосексуальные стадии Фрейда, скорее они обозначают последовательность основных проблем в жизни каждого человека:
Невинность — доэгоическая, предсамосознательная стадия младенца: невиновный делает только то, что он или она должны делать. Тем не менее, у невиновного есть определённая воля в смысле стремления удовлетворить потребности.
Бунт — мятежный человек хочет свободы, но ещё не имеет четкого представления о связанной с этим ответственности.
Обыкновенный — нормальное взрослое эго научилось ответственности, но находит её слишком требовательной, поэтому ищет убежища в конформинге и традиционных ценностях.
Творческий — подлинный взрослый, экзистенциальная стадия, самореализация и преодоление простого эгоцентризма
Стадии развития, которые изложил Ролло Мэй, не являются стадиями в общепринятом смысле (не в строгом фрейдистском смысле), то есть ребёнок может быть невинным, обычным или творческим в любой момент времени. Взрослый также может быть бунтующим, как предполагает выражение «кризис среднего возраста» (Ellis & Abrams, 2009).
Перспективы
Тревога
Тревога — главная тема Мэя и тема его работы «Значение тревоги». Он определяет это как «опасения, вызванные угрозой какой-то ценности, которую индивид считает существенной для своего существования как личности» (1967, с. 72). Он также цитирует Кьеркегора: «Беспокойство — это головокружение свободы». Интерес Мэя к изоляции и тревога сильно возросли после того, как он провел в санатории, когда он заболел туберкулезом. Его собственное чувство деперсонализации и изоляции, а также наблюдение за тем, как другие борются со страхом и тревогой, дали ему важное понимание предмета. Он пришел к выводу, что тревога необходима для роста человека и фактически способствует тому, что значит быть человеком. Это способ, которым люди провозглашают свою свободу вести достойную жизнь. Он непреклонен в важности тревоги и ощущения угрозы и бессилия, потому что это дает людям свободу действовать смело, а не подчиняться, чтобы чувствовать себя комфортно. Эта борьба дает людям возможность жить полной жизнью (Фридман). Один из способов, которым Ролло предлагает бороться с тревогой, — это заменить тревогу страхом, поскольку он считает, что «тревога стремится стать страхом» [7]. Он утверждает, что, сместив тревогу на страх, можно найти стимулы либо избегать объекта, которого боятся, либо найти средства, чтобы устранить этот страх перед ним [7].
Любoвь
Мысли Мэя о любви задокументированы в основном книгой «Любовь и воля», которая фокусируется на любви и сексе в человеческом поведении и в которой он выделяет пять конкретных типов любви. Он считает, что они не должны быть отдельными, но что общество разделило любовь и секс на две разные идеологии.
Либидо: биологическая функция, которая может быть удовлетворена половым актом или другим способом снятия сексуального напряжения.
Эрос: Психологическое желание, стремящееся к продолжению рода или созиданию через прочный союз с любимым человеком.
Филия: Интимная несексуальная дружба между двумя людьми.
Агапе: уважение к другому, забота о благополучии другого, превышающая любую выгоду, которую можно получить от этого, бескорыстная любовь, как правило, любовь Бога к человеку.
Маниакальный: импульсивная, эмоциональная любовь. Ощущения очень горячие и холодные. Отношения переходят между благополучными и идеальными или горькими и уродливыми.
Мэй особенно исследовал и критиковал «сексуальную революцию» 1960-х годов, когда многие люди исследовали свою сексуальность. «Свободный секс» заменил идеологию свободной любви. Мэй объясняет, что человек намеренно желает любви, в то время как сексуальное желание — полная противоположность. Любовь — это реальный человеческий инстинкт, отраженный в размышлениях и размышлениях, которые являются частью его конструкции и системы мотивации, которую он назвал Даймоническим. Затем Мэй показывает, что уступка сексуальным импульсам на самом деле не делает человека свободным, а, наоборот, сопротивляться этим импульсам — это смысл свободы. Май писал, что субкультура хиппи и сексуальные нравы 1960 и 1970-е годы, а также коммерциализация секса и порнографии заставили людей верить, что любовь и секс больше не связаны напрямую. По словам Мэй, эмоции были отделены от разума, что сделало социально приемлемым стремление к сексуальным отношениям и избегание естественного стремления общаться с другим человеком и создавать новую жизнь. Мэй считал, что сексуальная свобода может заставить современное общество игнорировать более важные психологические изменения. Мэй предполагает, что единственный способ исправить циничные идеи, характерные для нашего времени, — это заново открыть для себя важность заботы о других, которую Мэй описывает как противоположность апатии.
Чувство вины
По словам Мэя, чувство вины возникает, когда люди отрицают свои возможности, не осознают потребности других или не осознают свою зависимость от мира. И тревога, и чувство вины включают проблемы, связанные с чьим-либо существованием в этом мире. Мэй упомянул, что они были онтологическими, что означает, что они оба относятся к природе бытия, а не к чувствам, возникающим из ситуаций. (Feist & Feist, 2008) [8]
Файст и Файст (2008) описывают три формы онтологической вины Мэя. Каждая форма относится к одному из трех способов существования: Umwelt, Mitwelt и Eigenwelt. Форма вины Умвельта: «окружающий мир» возникает из-за недостаточного осознания своего существования в мире, что, как полагал Мэй, имеет место, когда мир становится более технологически продвинутым, и люди меньше заботятся о природе и отдаляются от неё.
Форма вины Митвельта: «со-мир» возникает из-за неспособности видеть вещи с точки зрения других. Поскольку мы не можем точно понять потребности других, мы чувствуем себя неадекватными в наших отношениях с ними.
Форма вины Eigenwelt: «свой мир» связана с отрицанием наших собственных возможностей или неспособностью их реализовать. Эта вина основана на наших отношениях с собой. Эта форма вины универсальна, потому что никто не может полностью реализовать свои возможности.
Критика современной психотерапии

Мэй считал, что психотерапевты к концу XX века откололись от юнгианской, фрейдистской и других влияющих на психоаналитические мысли и начали создавать свои собственные «уловки», вызывая кризис в мире психотерапии. Говорили, что эти уловки слишком сильно повлияли на личность, и в действительности нужно было сосредоточить внимание на «человеке в мире». Чтобы добиться этого, Мэй настаивал на использовании экзистенциальной терапии вместо индивидуально разработанных техник психотерапии.